# Nuevo Porvenir de Misquis
Nuevo Porvenir de Misquis es una localidad peruana ubicada en el distrito de Frías, perteneciente a la provincia de Ayabaca del departamento de Piura, al norte del Perú.

## Ubicación
Nuevo Porvenir de Misquis se ubica al suroeste de la provincia de Ayabaca, en el distrito de Frías, en el departamento de Piura.

## Demografía
En 2017 Nuevo Porvenir de Misquis tenía una población de 47 habitantes.